# Cruz de Machacamarca (gemeente)
Cruz de Machacamarca is een gemeente (municipio) in de Boliviaanse provincie Litoral in het departement Oruro. De gemeente telt naar schatting 2.886 inwoners (2018). De hoofdplaats is Cruz de Machacamarca.